# Krzywokleszcz
Krzywokleszcz (prononciation : [kʂɨˈvɔklɛʂt͡ʂ]) est une localité polonaise de la gmina de Bledzew dans le powiat de Międzyrzecz de la voïvodie de Lubusz dans l'ouest de la Pologne.
Elle se situe à environ 4 km au nord-ouest de Bledzew (siège de la gmina), 19 km au nord-ouest de Międzyrzecz (siège du powiat) et 23 km au sud de Gorzów Wielkopolski (capitale de la voïvodie).
La localité comptait approximativement une population de 12 habitants en 2006.

## Histoire
Au cours du deuxième partage de la Pologne en 1793, la localité est annexée par le Royaume de Prusse et en 1815 incorporée dans le Grand-duché de Posen. (voir Évolution territoriale de la Pologne)
Après la Seconde Guerre mondiale, avec la mise en œuvre de la ligne Oder-Neisse, la localité retourne à la République populaire de Pologne.
De 1975 à 1998, la localité appartenait administrativement à la voïvodie de Gorzów .

Depuis 1999, elle appartient administrativement à la voïvodie de Lubusz